# Ana Aparicio Cillán
Ana Aparicio Cillán (Cáceres, España) es la autora del libro La Movida Madrileña.  

## Reseña biográfica
Ana Aparicio es licenciada en Ciencias de la Información (especialidad de Publicidad y Relaciones Públicas) por la Universidad Pontificia de Salamanca. Su proyecto final de carrera se basó en una investigación que llevó por título: "La Movida Madrileña: no solo música. Contexto histórico, político y social". Su carrera profesional ha estado ligada a la música y al mundo de los espectáculos, tanto en la docencia como en distintas cuestiones de programación, contratación y management.

## Obra
- La Movida Madrileña (2020), Tebar Flores.